# 사자 (영화)
"사자"는 2019년 7월 31일에 개봉한 대한민국의 영화이다.
2024년에 사자 시즌2가 개봉할 예정이다

## 줄거리
박용후(박서준)은 손 바닥에 하느님처럼 구멍이 난다.

## 캐스팅
- 박서준 : 박용후 역 - 본작의 주인공.
- 안성기 : 안 신부 역 - 본작의 서브 주인공.
- 우도환 : 지신 역 - 본작의 메인 빌런이자 진 최종 보스.
- 박지현 : 수진 역
- 정지훈 : 호석 역
- 이승희 : 사내 역
- 심희섭 : 김 신부 역
- 이찬유 : 어린용후 역
- 김시은 : 데레사 역
- 김선민 : 안젤라 역
- 정의순 : 베로니카 역
- 김범수 : 범수 역
- 박재홍 : 선호 역
- 차시원 : 대환 역
- 류경수 : 의사 역
- 백낙순 : 용후할머니 역
- 서정연 : 수진 모 역
- 조은형 : 홍진 역
- 이정현 : 진 역
- 박지열 : 열 역
- 신민호 : 민 역
- 김종완 : 완 / 그림자 역
- 이설 : 설 역
- 최홍일 : 교구청장 역
- 홍준표 : 홍 신부 역
- 조태관 : 케빈 김 역
- 홍승범 : 과거 검은주교 역
- 김예지 : 과거 사도 역
- 신안진 : 주치의 역
- 배현성 : 현성 역
- 이주원 : 검시관 역
- 배한용 : 배 경장 역
- 이영훈 : 이 순경 역
- 최지민 : 최 순경 역
- 정다은 : 은영 역
- 장효석 : 바빌론 클럽 남 / 용후 스탠딩 역
- 장세아 : 바빌론 클럽 여 역
- 문은진 : 바빌론 클럽 여 역
- 지은성 : 바빌론 클럽 여 역
- 이선주 : 바빌론 클럽 여 역
- 김은주 : 바빌론 클럽 여 역
- 유하 : 바빌론 클럽 여 역
- 황수인 : 바빌론 클럽 여 역
- 고현경 : 바빌론 클럽 여 역
- 우연희 : 바빌론 클럽 여 역
- 배향 : 바빌론 클럽 여 역
- 한주아 : 바빌론 클럽 여 역
- 설윤지 : 바빌론 클럽 여 역
- 김종균 : 그림자 역
- 김대한 : 그림자 역
- 박하영 : 그림자 역
- 강민경 : 그림자 역
- 김상현 : 그림자 역
- 정경천 : 최 신부 대역 (까마귀)
- 김설호 : 용후 바이크 대역
- 윤재인 : 라디오 아나운서 역
- 이수인 : 주혜 역
- 한다미 : 수진 친구 1 역
- 박소은 : 바빌론 클럽 여 / 수진 친구 2 역
- 배인호 : 수진 친구 3 역
- 김기범 : 수진 친구 4 역
- 유호한 : 수진 아빠 역
- 손병일 : 어린시절 안 신부 대역
- 헨리 사베니제 : 안 신부 스승 역
- 민설애 : 부마자 목소리 1 역
- 신호용 : 부마자 목소리 2 역
- 임용순 : 부마자 목소리 3 역
- 김근영 : 부마자 목소리 4 역
- 김효경 : 부마자 목소리 5 역
- 오자훈 : 부마자 목소리 6 역
- 김도율 : 목소리 배우 역
- 최성아 : 목소리 배우 역
- 장태양 : 목소리 배우 역
- 율찬 : 목소리 배우 역
- 손우진 : 목소리 배우 역
- 김한나 : 목소리 배우 역
- 김민지 : 목소리 배우 역
- 이승준 : 박지웅 경사 역 (특별출연)
- 최우식 : 최찬이 신부 역 (특별출연)
- 박진주 : 중국집배달부 역 (특별출연)

## 같이 보기
- 2019년 대한민국의 영화 목록